# Filmdatabasen
Filmdatabasen (tidligere  Danmarks Nationalfilmografi) er en oversigt over danske film inklusive stum-, kort- og dokumentarfilm, fra 2000 også udenlandske film, som har haft premiere i Danmark, og filmpersoner såsom skuespillere og instruktører.
Filmdatabasen drives i dag af Det Danske Filminstitut og har været på nettet siden 1997.